# Caterina Albert i Paradís
Caterina Albert i Paradís   (l'Escala, 11 de setembre de 1869 - l'Escala, 27 de gener de 1966), coneguda pel nom de ploma Víctor Català, fou una escriptora catalana, autora de la novel·la Solitud (1905), una de les obres literàries cabdals del modernisme. També va desenvolupar una carrera com a pintora, escultora i dibuixant.
El premi als Jocs Florals del 1898 va representar el primer reconeixement de la seva capacitat literària. No trigaria gaire temps a utilitzar el pseudònim de Víctor Català, nom del protagonista d'una novel·la seva inacabada. Malgrat l'entusiasme que va manifestar pel món del teatre i els seus inicis poètics, el gènere que va dominar millor és el narratiu. La força del seu estil i la gran riquesa lèxica són elements definitoris del conjunt de la seva obra. Ja sent gran, va rebre l'homenatge dels escriptors catalans. Va morir al seu poble natal l'any 1966. És enterrada al cementiri vell de l'Escala. El seu pseudònim complet era Víctor Català i Montseny, encara que els dibuixos, olis, aquarel·les i escultures que va guardar per a la seva col·lecció privada les va signar amb el seu nom propi de Caterina Albert.

## Biografia

### Infància (1869-1887)
Caterina Albert i Paradís va néixer l'11 de setembre de 1869 a la casa pairal de la família, al carrer Enric Serra, número 37 de l'Escala (Alt Empordà). Era la filla gran de Dolors Paradís Farrés i Lluís Albert Paradeda, ambdós de llinatge terratinent i benestant. Son pare, fill de Verges, era advocat de professió i polític republicà i federal que va liderar el fallit foc de la Bisbal, després del qual es va haver d'exiliar a França. De retorn, va arribar a ser alcalde de l'Escala i diputat provincial en diferents legislatures. La mare era la pubilla de Can Botonada de l'Escala i escrivia poesia. Els seus germans petits foren en Francesc, en Martí i n'Amèlia. Va créixer a cavall de la casa de lloguer del carrer de València, 250, de Barcelona i la casa de l'Escala.

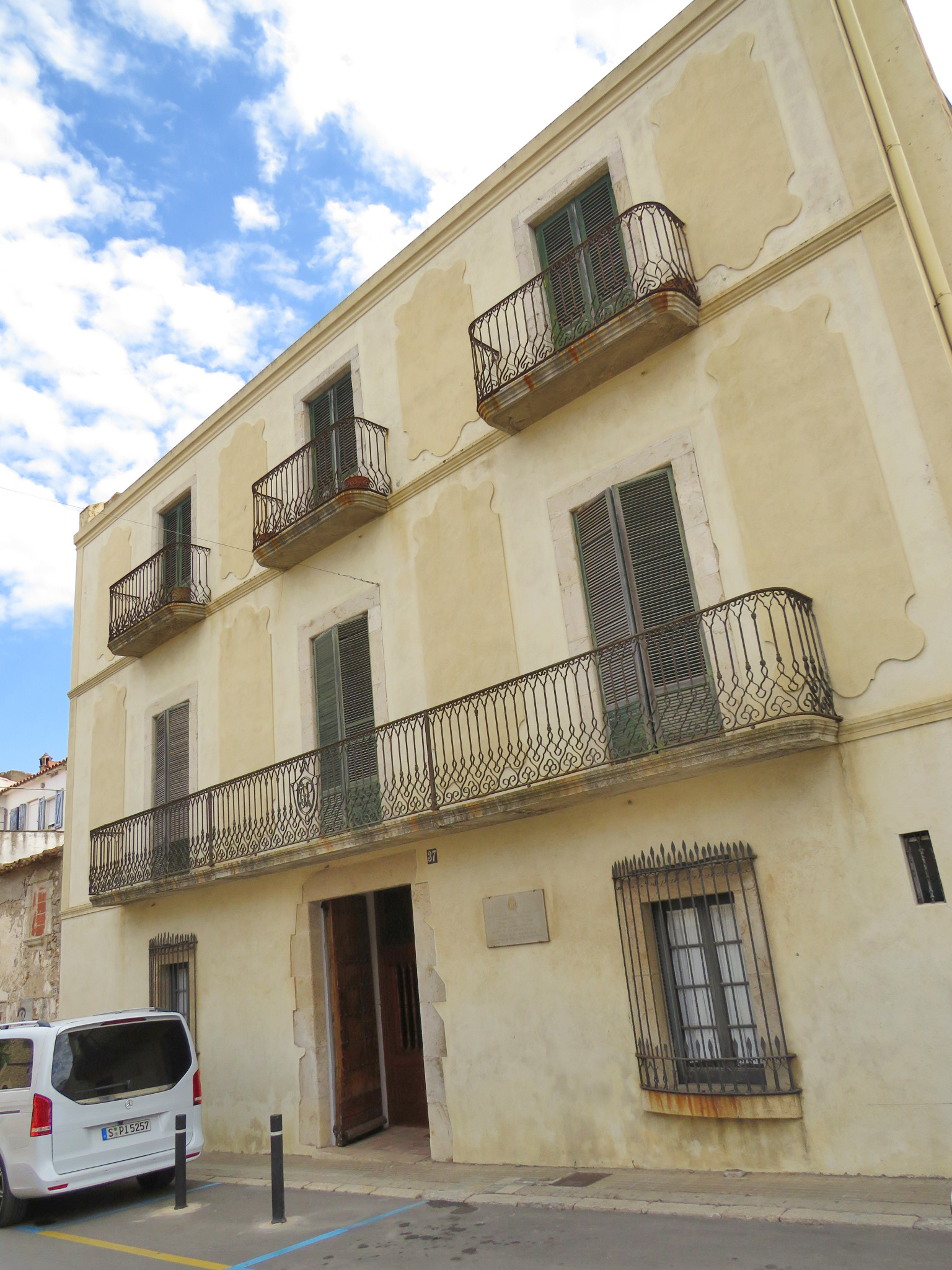
Casa natal de Caterina Albert a l'Escala, al número 37 del carrer Enric Serra

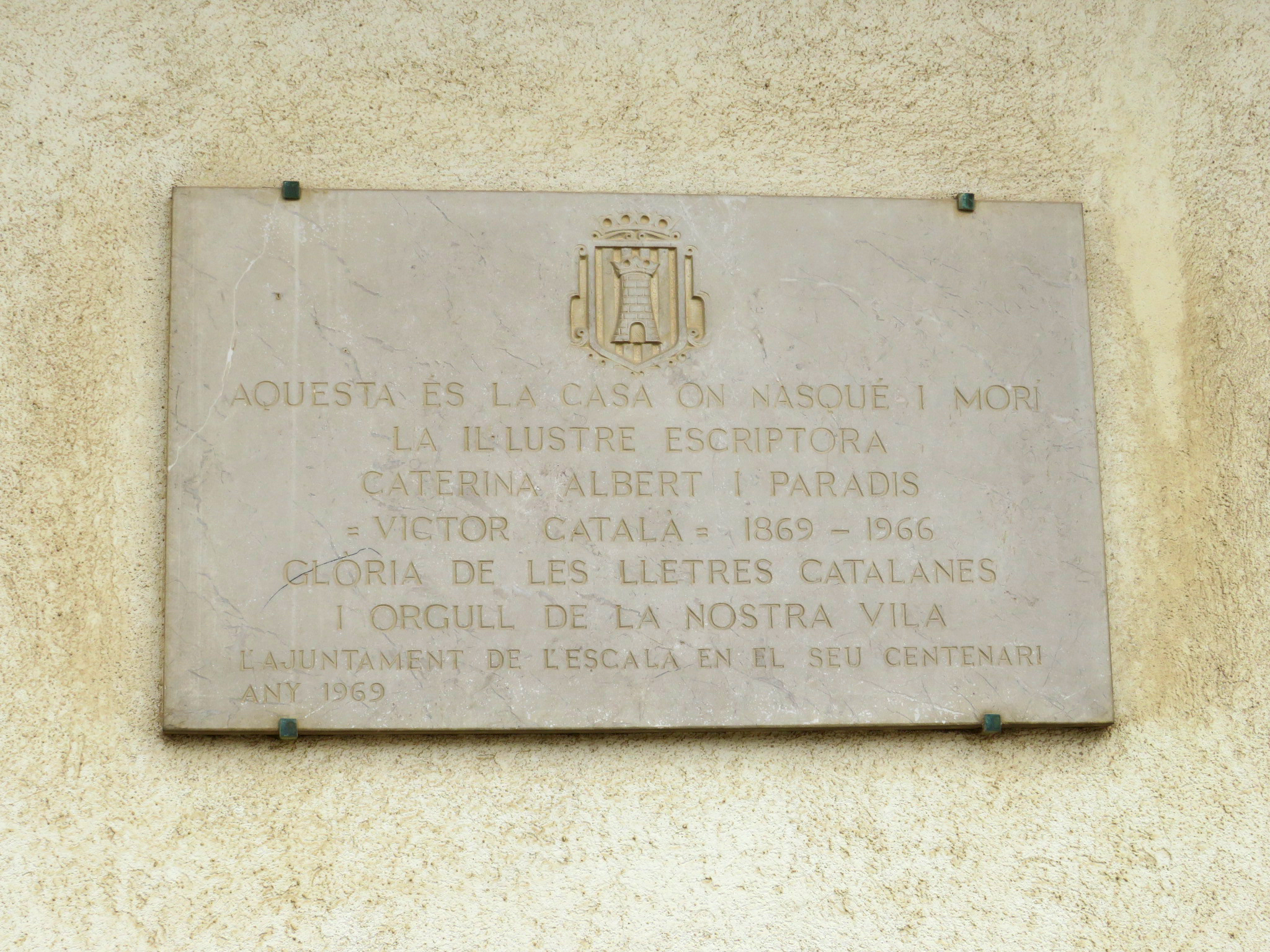
Placa en record de Caterina Albert a la casa natal de l'escriptora

Va formar-se principalment a casa de manera autodidacta i, per això, rebé una forta influència intel·lectual de la seva àvia materna (Caterina Farrés i Sureda) i de la seva mare. Segons reconeix Albert en una carta, no cursà cap tipus d'estudi reglat «per ser la gran» dels germans i per «no poder deixar sols els majors, delicats de salut». Tot i així, va assistir breument a l'escola de la vila el 1873, a l'edat de quatre anys, de la qual, segons relata en Mosaic (1946), no guardava un bon record. També va ser interna en un col·legi de monges de Girona durant un any de la seva adolescència, on va aprendre francès i piano.
En l'àmbit de les arts, va fer els primers passos en la pintura i l'escultura durant l'etapa de l'adolescència amb el mestratge del seu avi patern i padrí (Josep Anton Albert i Massot). També va rebre el mestratge del pintor sevillà Félix-Antonio Alarcón quan s'instal·là a la casa pairal de la família entre 1883 i 1884; amb ell va dominar la pintura a l'oli. Així, per exemple, l'any 1896 participava amb un retrat a l'oli en la tercera edició de l'Exposició de Belles Arts i Indústries Artístiques de Barcelona, on coincidí amb altres artistes empordanesos com Ramon Pichot o Josep Blanquet. Caterina Albert va poder utilitzar la golfa de la casa pairal de l'Escala com a espai de treball i en un text breu titulat Mon niu l'1 de gener de 1905 on defensava la necessitat de disposar d'un espai propi per crear.
 Més tard, Albert va tenir un segon espai propi de creació al jardí del Clos del Pastor, una finca regalada per l'admiradora Antònia Bartomeu i on es va traslladar a viure. D'aquesta cambra es conserva un dibuix de 1898, titulat L'estudi de la golfa, amb teles i objectes, entre els quals destaca un bust.

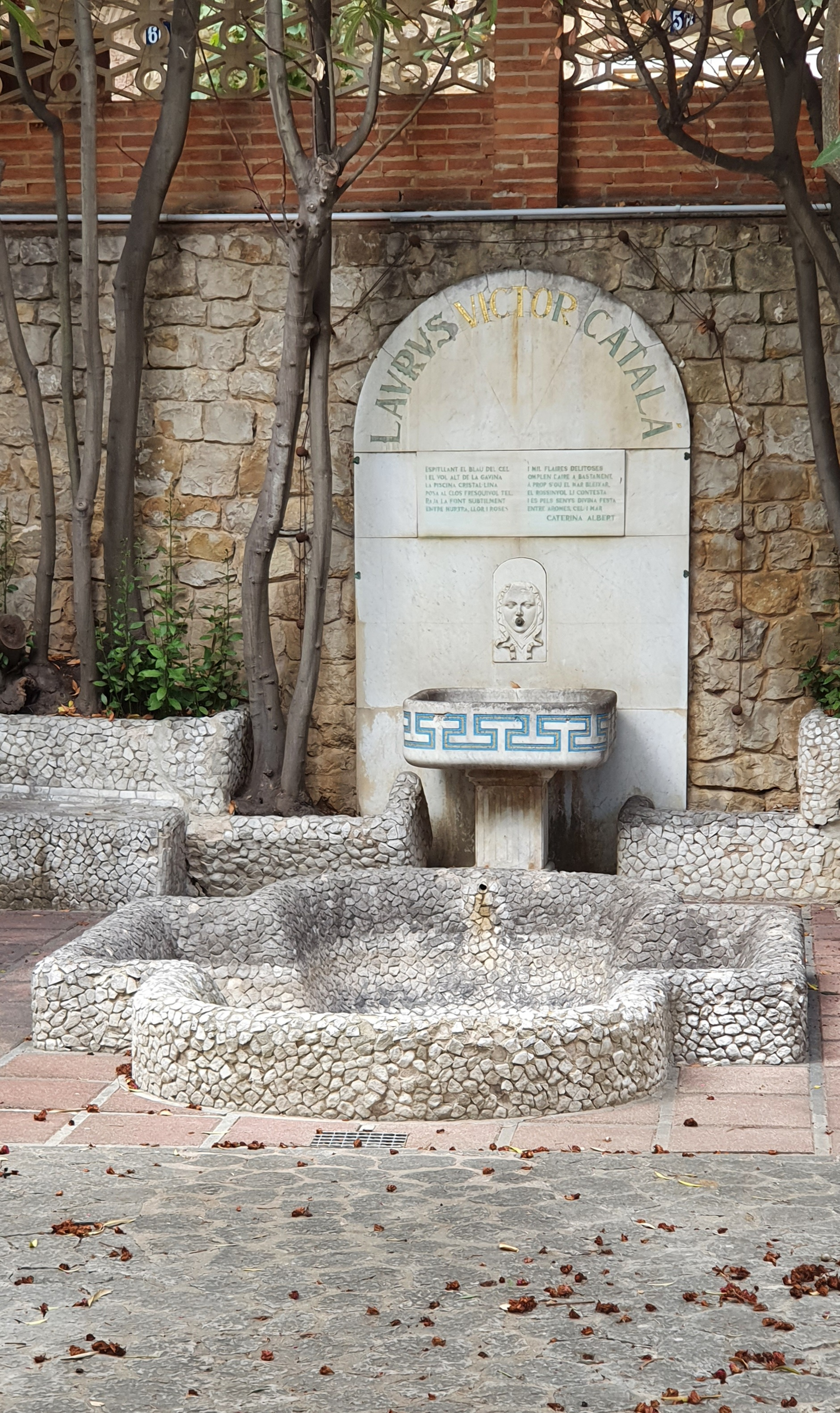
"Laurus Víctor Català" (Glòria a Víctor Català), conjunt escultòric al jardí del Clos del Pastor de l'Escala.

Va rebre classes de flauta per Rossend Mercader i de piano per Salvador Mundi. El 1899, quan en tenia trenta, la família va llogar el pis del carrer de València, de Barcelona, on passaven els hiverns i on Caterina aprofitava per anar a l'òpera, al teatre, al cinema i a conferències. Finalment, el 1900, va rebre classes d'escultura a Barcelona amb el mestratge de Josep Carcassó, nebot de la família Sitjar-Carcassó, amics de la família que la influenciarien molt i mitjançant els quals coneixeria persones clau en la seva trajectòria, com el seu representant literari, Fèlix Clos. A partir de 1884, les seves visites a Barcelona són cada cop més freqüents i explota cada cop més l'oferta cultural de la Ciutat Comtal de nou per l'impuls i l'amistat del matrimoni Sitjar-Carcassó. És a partir de llavors que comença la seva correspondència amb personatges de l'època com Joan Maragall, Narcís Oller o Francesc Matheu.

### Primers anys, el modernisme
Inicià la seva carrera literària, sent molt jove, col·laborant en L'Almanach de l'Esquella de la Torratxa. En aquesta publicació de caràcter satíric hi publicà els seus primers textos —poemes de temàtica amorosa— entre el 1897 i el 1900 sota el pseudònim de Virgili d'Alacseal. El 1897 havia viatjat per diverses destinacions d'Espanya, França i Itàlia, i el 1907 també seguí el viatge a Itàlia, França, Brussel·les i Ginebra, on va visitar diversos museus. Caterina Albert acabà optant per l'escriptura i arraconà la creació plàstica en l'àmbit privat.

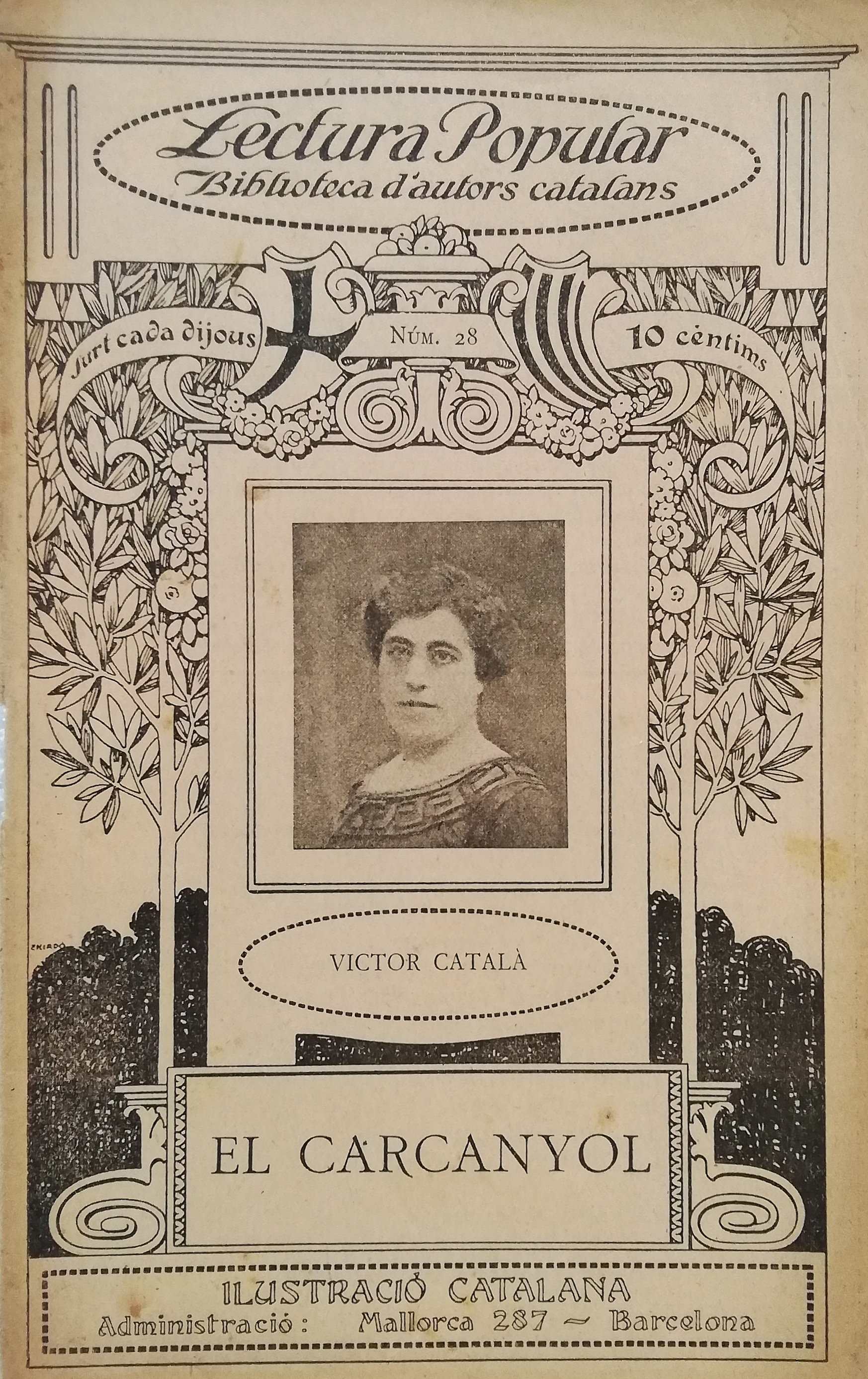
El Carcanyol i també Ma cambra blanca, dos escrits de Caterina Albert, publicats a Barcelona dins la col·lecció Lectura Popular Biblioteca d'autors catalans de La Il·lustració Catalana l'any 1913

#### Un casːLa infanticida
És al tombant de segle, al 1898, que es presenta als Jocs Florals d'Olot amb el poema Lo llibre nou i el monòleg La infanticida. Ambdues obres li foren premiades. Amb el monòleg, però, es produí un gran daltabaix, perquè el jurat d'aquell certamen s'escandalitzà quan va saber que darrere d'aquella peça de teatre, tan punyent per la seva temàtica, hi havia una jove escriptora de l'Escala, una dona. El jurat va procedir a fer modificacions en el text si era que es volia estrenar, i l'autora no va anar a recollir el premi. A partir d'aquell fet, Caterina Albert es va amagar darrere el pseudònim Víctor Català, que va prendre d'un personatge de la novel·la Càlze d'amargor, que en aquell moment estava escrivint. Totes les obres que va publicar al llarg de la seva vida, les va signar amb el pseudònim. L'obra premiada no s'estrenaria fins al 1967.
El primer llibre que va treure a la llum va ser el poemari Lo cant dels mesos (1901) gràcies al matrimoni format per Josepa Carcassó i Miquel Sitjar. Ells van ser els que van descobrir la seva vocació literària i els que la van empènyer a publicar-lo en la tipografia de L'Avenç. Llavors, però, Caterina Albert també tenia una altra vocació: l'artística. Dibuixava, pintava i esculpia. Albert va mostrar interès per diferents tècniques pictòriques, com l'oli, pastel, aquarel·la, ceres, llapis i carbó. Va pintar retrats de la família i amistats, flors i animals, el poble i el jardí de casa. També va il·lustrar alguns dels seus textos, com Drames rurals, amb dibuixos de trets modernistes. A més, va esculpir algun bust i figura sencera de fang, encara que en menor quantitat. Malauradament, però, mai no va arribar a portar aquesta faceta de la seva vida al terreny professional. De la seva obra, únicament se'n va fer una exposició al Cercle Artístic de Sant Lluc el desembre del 1955, on es mostraven els dibuixos originals de les il·lustracions del llibrem de Joaquim Folch i Torres Els dibuixos de Víctor Català, editat per Josep Porter.
Joaquim Folch i Torres, gran amic seu, va ser una de les persones que la va promoure. Sembla que quan va començar la seva trajectòria com a escriptora professional va deixar de banda l'artística. El 1901, també va publicar el seu únic recull de monòlegs, en vida seva: 4 monòlegs en la tipologia de L'Avenç. A partir d'aleshores, també, inicià la seva col·laboració literària en la revista modernista Joventut (1900-1906). Aquesta publicació li proporcionà una plataforma per donar-se a conèixer al públic lector i, per tant, per projectar-se com a escriptora. Aquí, escrigué els seus primers drames rurals, és a dir, aquells contes més negres i punyents de la seva narrativa. El 1902 és quan els recull en el llibre titulat Drames rurals i quan el misteri del seu pseudònim comença a ser conegut. De l'angoixa que li produeix aquest fet, en parla en la seva relació epistolar amb Narcís Oller, un dels seus mestres, i amb en Joan Maragall, un altre mestre. Amb el pseudònim, pot escriure allò que li plau més, sense que la seva literatura hagi de tenir un límit moral. Si no es pot amagar darrere Víctor Català, per tant, les crítiques tornaran a sorgir, ja que la societat del moment no veia amb bons ulls que una dona escrivís i que ho fes sobre aquells temes.
El 1902, rep les primeres crítiques pel fet d'escriure sobre l'aspecte més fosc de la condició humana. Posteriorment, publica un altre recull de contes, Ombrívoles (1904) en L'Avenç i el seu segon poemari, Llibre blanc (1905) en l'editorial de Francesc Matheu, Ilustració Catalana. En les revistes de Matheu, Ilustració Catalana (1903-1917) i Catalana (1918-1921), hi donarà a conèixer aquelles narracions menys dramàtiques i alguns poemes.
Entre 1904 i 1905, treu a la llum la novel·la Solitud en el fulletó de la revista Joventut. El 1905, la Biblioteca Joventut publica la novel·la en forma de llibre i Víctor Català obté un gran reconeixement. A partir d'aleshores, es consagra com a escriptora i deixa de pintar cap al 1905. Posteriorment, publica el recull de narracions Caires vius (1907) en la Biblioteca Joventut i inicia el seu primer silenci literari, a causa del noucentisme.

### Segona etapa (a partir del 1907)

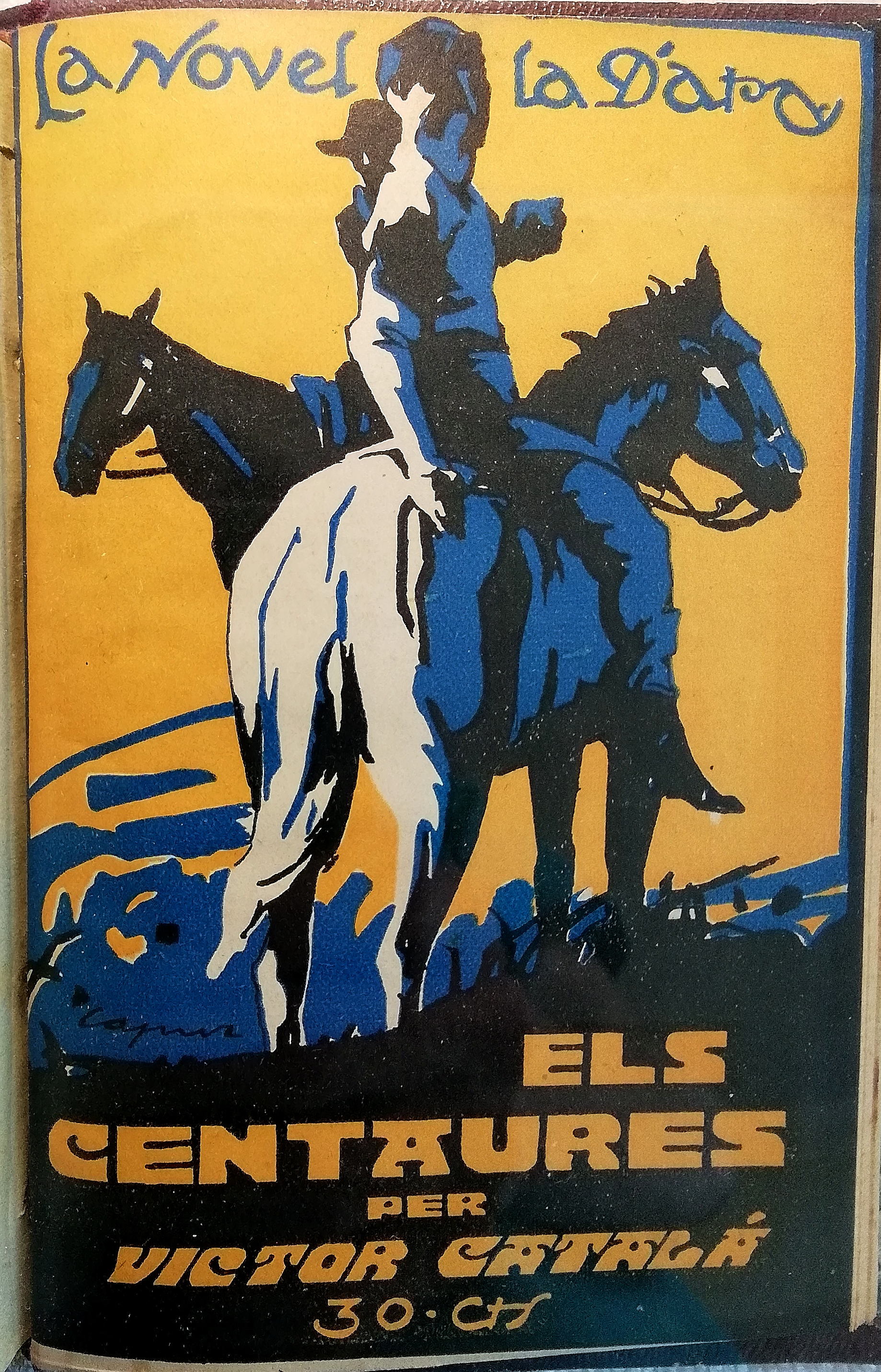
Els Centaures, novel·leta de 56 pàgines, publicada a Barcelona l'any 1924 per la col·lecció La Novel·la d'Ara

A partir del 1923, publicaria en la col·lecció popular La Novel·la d'Ara diverses narracions curtes. El 1926, quan el noucentisme ja està liquidat, intenta introduir-se en el panorama literari del moment amb la publicació de la seva segona i última novel·la, Un film. Anteriorment, el 1920, també treu a la llum el recull de narracions La mare Balena, on es troba una certa evolució en la seva estètica literària. En aquesta última obra, ja no hi plasma, únicament, l'aspecte més ombrívol de la vida. Al llarg de la seva carrera literària, també va estar vinculada als Jocs Florals de Barcelona. El 1917, els va presidir. A banda de la seva vinculació a aquesta corporació, també va tenir relació amb l'Acadèmia de la Llengua Catalana, de la qual va ser membre el 1915, i amb l'Acadèmia de Bones Lletres de Barcelona, de la qual va ser membre des del 1923. El 1924, va guanyar el segon accèssit a l'Englantina d'or als Jocs Florals de Barcelona amb el poema «Cavalls del port». Tampoc s'ha d'oblidar la seva tasca com a folklorista i arqueòloga (va anar recollint i classificant diverses romanalles dels grecs i romans a Empúries). Amb la Guerra civil, es troba el seu segon silenci literari.

### Postguerra

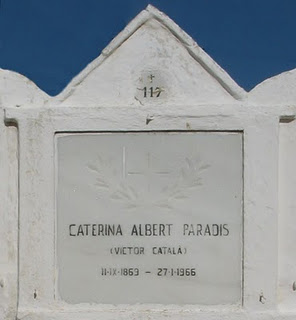
Tomba de Caterina Albert al cementiri vell de l'Escala

No serà fins al 1944 que traurà a la llum una altra obra. En aquest cas, serà el seu primer recull de narracions en castellà: Retablo (1944). Dos anys més tard, publicarà un recull de proses literàries sobre temes domèstics, Mosaic (1946), en l'editorial Dalmau; la seva serà la primera obra que reprendrà les edicions en català d'aquesta empresa. Pocs anys més tard, iniciarà una relació professional prolífica amb l'editorial Selecta, en què publicarà Vida mòlta (1950) i Jubileu (1951), els seus últims reculls de narracions, i les seves Obres completes (1951, 1972). Després de la seva mort, Selecta anirà reeditant-ne l'obra.

## Patrimoni literari de Caterina Albert
La literatura de Caterina Albert ens permet conèixer l'Escala amb la ruta Víctor Català, organitzada pel Museu de l'Anxova i la Sal. La ruta Víctor Català va néixer l'any 2005, amb motiu del centenari de la publicació de Solitud, impulsada per l'Arxiu Històric de l'Escala i actualment s'organitza durant tot l'any.

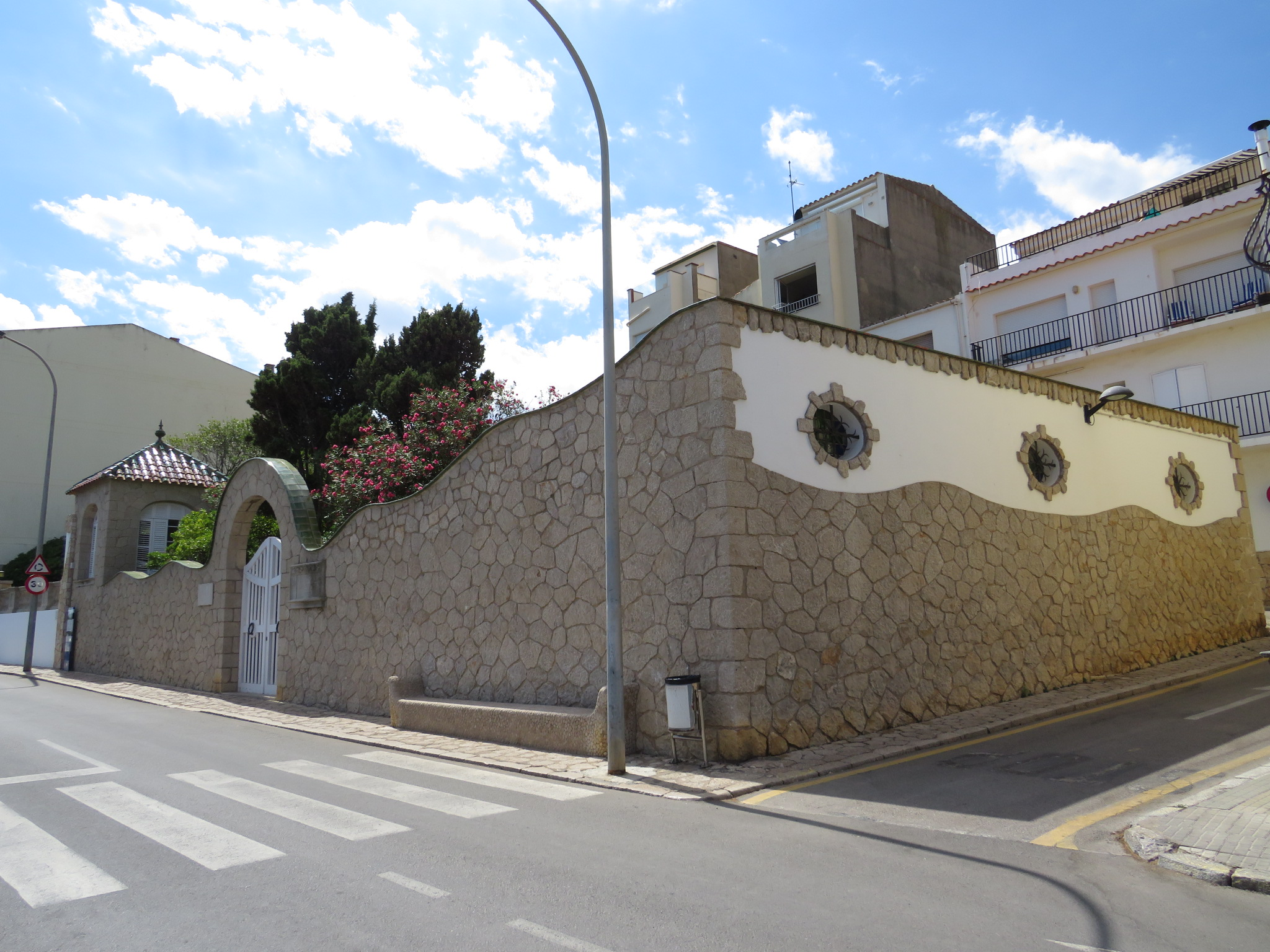
Clos del Pastor

La ruta, històrica i literària, fa una passejada pel barri vell i la rodalia de l'Escala amb lectura de textos en els indrets que varen inspirar l'escriptora. El recorregut comença davant de la casa pairal, continua per l'església de Sant Pere, la platja de l'antic port, la Punta, el jardí del Clos del Pastor, l'antic safareig públic i la font, l'ermita de Santa Reparada de Cinclaus, i acaba davant la seva tomba al cementiri Mariner. La casa museu del Clos del Pastor, un dels indrets per on passa la ruta Víctor Català, consisteix en una casa i un jardí que van ser lliurats a l'escriptora Caterina Albert en reconeixement de la seva activitat literària. Actualment, és la seu del Museu Arxiu Víctor Català. El jardí del Clos del Pastor va ser construït l'any 1915 juntament amb la casa per Antònia Bartomeu i Baró, de Reus, gran admiradora de Víctor Català, que acostumava a passar llargues temporades a l'Escala. Va batejar la casa amb el nom de Solitud, nom que evoca la seva obra més coneguda. El jardí el va anomenar el Clos del Pastor, fent referència al personatge del pastor de Solitud.
Tot i no aparèixer a la ruta Víctor Català, l'ermita de Santa Caterina (Torroella de Montgrí) és una petita ermita al terme municipal de Torroella de Montgrí. L'ermita resta amagada a l'interior de la vall de Santa Caterina, al nord de les muntanyes d'Ullà, Santa Caterina i Montplà. Hi ha múltiples camins i senders que hi van a parar, bé sigui pel coll de Santa Caterina, entre la muntanya d'Ullà i la de Santa Caterina, o pel coll d'en Garrigàs, entre la muntanya de Santa Caterina i el Montplà. L'edifici és d'estil gòtic tardà, tot i que barrejat amb modificacions barroques. Caterina Albert es va inspirar en l'ermita i el seu entorn per a escriure la novel·la Solitud, en què també descriu amb detall l'aplec celebrat anualment a l'ermita. Cal dir que, arran de saber-se que l'ermita de Santa Caterina va inspirar Víctor Català per a crear l'ermita de Sant Ponç (la de la novel·la), la gent ha fet excursions per les diverses rutes cap a l'ermita, per a visitar el lloc.
Al web Endrets, es troba una relació entre el barri de Montflorit, de Cerdanyola del Vallès, i Caterina Albert, ja que l'escriptora va fer un poema dedicat a aquest lloc. A començament de la dècada dels vint del segle xix, es va començar a construir el barri residencial de Monflorit, amb la torre de la família Riera-Albert. Víctor Català, germana d'Amèlia Albert, la propietària, hi va passar algunes temporades a final de la dècada i sembla que, fins i tot, va batejar el nom de la nova urbanització. Ja en la postguerra, l'estiu del 1942, hi va datar un poema dedicat a aquest espai de Cerdanyola.

### Els amics literaris de Víctor Català
Caterina Albert, en el decurs de la seva llarga existència, va mantenir una profunda amistat amb moltes persones, a les quals unia el nexe de la literatura i la cultura en general, amistats fetes realitat en les moltes cartes que s'adreçaren recíprocament. Tant és així que, alguns, els va veure molt poc o mai. En el cas de Joan Maragall, solament van parlar de cara a cara una vegada i, en canvi, entre ells dos va haver-hi una profunda i fervent amistat, comprovable en les moltes cartes que es van enviar. A més de Maragall, es poden esmentar Àngel Guimerà, Narcís Oller, Francesc Matheu, Lluís Via, Joaquim Ruyra, Prudenci Bertrana, Carles Rahola, Regina Opisso, Maria Luz Morales i Maria Ventós, entre molts d'altres. Moltes de les seves primeres amistats van anar desapareixent del seu entorn, la qual cosa, naturalment, l'afectava molt. És el cas d'Àngel Guimerà, de Narcís Oller i de Joan Maragall. Tot i així, cada dia li sorgien noves amistats generacionals, com Joan Oller i Rabassa, Aurora Bertrana, Mercè Rodoreda, Octavi Saltor, Josep Miracle, Josep Grahit, Joaquim Pla, Tomàs Roig i Llop, Artur Llopis, Joaquim Folch i Torres, Màrius Cabré, etc.

#### Els set pecats capitals
Les proves d'estima i admiració envers Caterina Albert van continuar després del gran homenatge que se li va retre el 27 de setembre del 1959. El 1962, rebia una visita d'escriptors que li lliuraven el primer exemplar del llibre titulat Els set pecats capitals vistos per 21 contistes. Els 21 autors del llibre van ser els següents: Joaquim Carbó, Rosa Leveroni, Miquel Llor, Josep Antoni Baixeras, Salvador Espriu, Jordi Sarsanedas, Francesc Nel·lo, Manuel de Pedrolo, Mercè Rodoreda, Sebastià Estradé, Ramon Folch i Camarasa, Ernest Martínez Ferrando, Maurici Serrahima, Carles Soldevila, Estanislau Torres, Albert Jané, Jordi Maluquer, Joan Perucho, Pere Calders, Maria-Aurèlia Capmany i Josep Maria Espinàs. La intenció d'aquests literats no era altra que la que expressaven a la primera pàgina del llibre: “Vint-i-un contistes, representant totes les tendències de la nostra literatura, s'han enfrontat amb els set pecats capitals en homenatge a Víctor Català”.

### El nom de Víctor Català en l'espai públic
El pseudònim de Caterina Albert apareix en diferents espais públics de diverses poblacions com a homenatge al seu bagatge literari. Trobem, per exemple, el carrer de Víctor Català de Figueres, Platja d'Aro i Parets del Vallès, l'escola Víctor Català de Nou Barris (Barcelona),el jardí Víctor Català de Cadaqués o el jardí Víctor Català de Sant Martí d'Empúries o Biblioteca Víctor Català a l'Escala.

## Premis

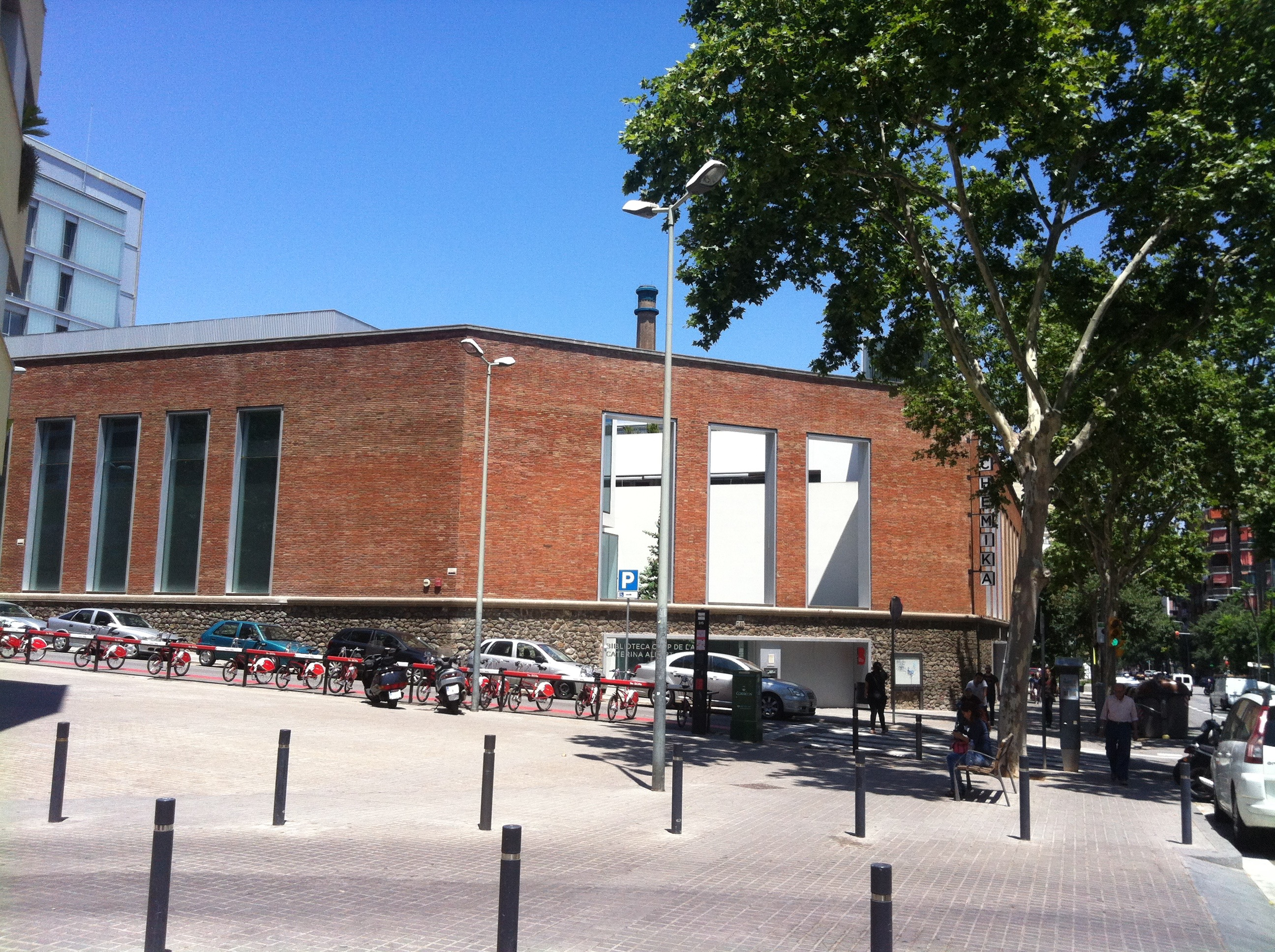
Biblioteca Caterina Albert (Barcelona)

| Any  | Premi                                                    | Obra premiada            | Ref.   |
| ---- | -------------------------------------------------------- | ------------------------ | ------ |
| 1898 | 9è Certamen Literari d'Olot (monòleg més original)       | La infanticida           | [ 22 ] |
| 1898 | 9è Certamen Literari d'Olot (premi de tema lliure)       | Poema «El llibre nou»    | [ 22 ] |
| 1903 | Copa Artística (Jocs Florals de Barcelona)               | Marines                  | [ 22 ] |
| 1909 | Premi Fastenrath (Jocs Florals de Barcelona)             | Solitud                  | [ 22 ] |
| 1918 | Jocs Florals de Barcelona (2n accèssit, Englantina d'or) | Poema «Cavalls del port» | [ 22 ] |

## Obra literària

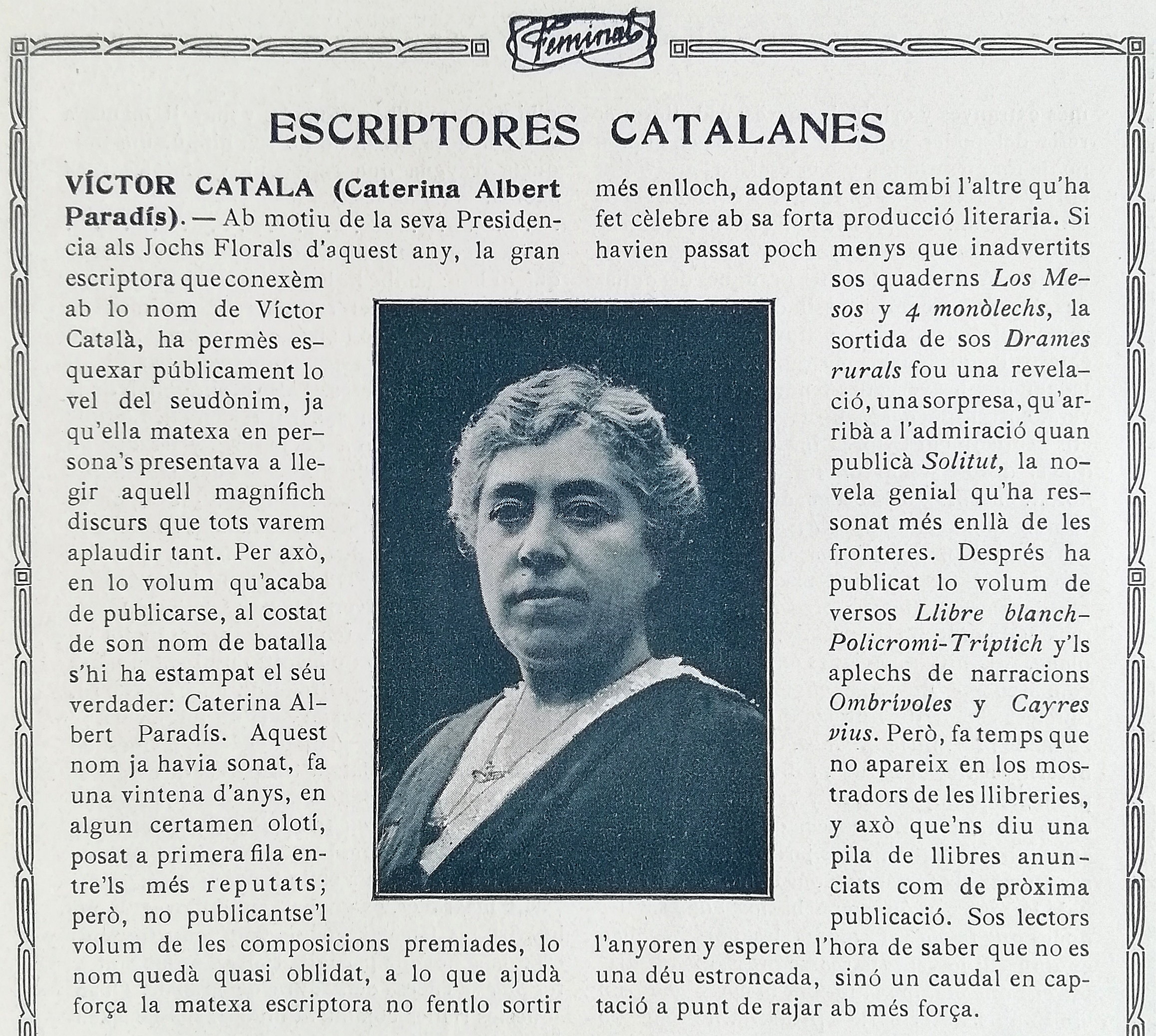
Caterina Albert dins la revista Feminal de l'any 1917 on enumeren les obres de l'etapa modernista

La vida literària de Caterina Albert es podria dividir en tres etapes:
Modernisme:
- Lo cant dels mesos (1901), poemari.
- Quatre monòlegs (1901), recull de monòlegs.
- Drames rurals (1902), recull de contes.
- Ombrívoles (1904), recull de contes.
- Solitud (1905), novel·la.
- Llibre Blanc-Policromi-Tríptic (1905), poemari.
- Caires vius (1907), recull de contes.

Segona etapa (del 1907 fins a la Guerra Civil):
- La Mare Balena (1920), recull de contes.
- Un film (3.000 metres), (1926), novel·la.
- Marines (1928), antologia.
- Contrallums (1930), recull de contes.

Postguerra:
- Retablo (1944), recull de contes en castellà.
- Mosaic (1946), proses literàries.
- Vida mòlta (1950), recull de contes.
- Jubileu (1951), recull de contes.
- Obres completes (1951).
- Obres completes (1972).

Pòstum:
- Teatre inèdit. Edició i pròleg de Josep Miracle (Tàrrega: Els llibres d'or, 1967)
- Quincalla. Mil adagis per aprendre vocabulari. Tria i pròleg de Lluís Albert, revisats i glossats per Joaquim Armengol (Barcelona: Edicions 62, 2005).
- Tots els contes: Volum I. Edició de Blanca Llum Vidal amb un rerescrit d'Enric Casasses (Barcelona: Club Editor, 2018, ISBN 9788473292276)
- Tots els contes. Volum II. Edició de Blanca Llum Vidal i Agnès Prats amb un postfaci de Blanca Llum Vidal (Barcelona: Club Editor, 2018, ISBN 9788473292320)
- Tots els contes. Volum III. Edició de Blanca Llum Vidal i Agnès Prats; amb un postfaci de Najat El Hachmi (Barcelona: Club Editor, 2019, ISBN 9788473292368)
- Mosaic III- Intimitats Edició de Blanca Llum Vidal i Agnès Prats amb pròleg de Blanca Llum Vidal i epíleg d'Agnès Prats (Barcelona: Club Editor, 2021)
- Teatre Reunit a cura d'Irene Muñoz (Tarragona: Arola Edicions, 2021)

Dins del període del modernisme, i també de tota la seua obra literària, cal destacar l'obra esmentada anteriorment, Solitud, la qual s'insereix clarament en el modernisme català. La seua protagonista, Mila, és l'exemple d'una dona que lluita contra el seu entorn social i cerca la seua pròpia individualitat. L'obra va ser premiada el 1909 amb el premi Fastenrath i va ser traduïda a diverses llengües.
Amb ocasió de la seva mort, el poeta Carles Fages de Climent va dedicar-li aquest «Brindis de rèquiem per a Caterina Albert»:
| « | Si la mort del vell no és trista amunt el veire més alt i vessem el vi ametista: quan el vell és un artista no és pas vell sinó immortal. | » |

El març del 2018 es va anunciar que es reeditaria tota la seva narrativa breu.

## Llegat
L'obra plàstica de Caterina Albert va formar part el 2020 de l'exposició Pintar, crear, viure. Dones artistes a l'Alt Empordà (1830-1939) al Museu de l'Empordà.